# Ergoa (Ort)
Ergoa ist ein osttimoresischer Ort in der Gemeinde Liquiçá. Das Dorf im Norden der Aldeia Ergoa liegt im Westen einer Kette von Siedlungen auf einem Bergrücken im Süden des Sucos Leorema (Verwaltungsamt Bazartete), auf einer Meereshöhe von 1122 m. Die Straße, die Ergoa durchquert, führt nach Osten zum Dorf Urluli und nach Westen in das Dorf Hatu-Hou. Östlich führt eine Abzweigung zum Dorf Ecapo, wo sich der Sitz des Sucos Leorema befindet, und dann weiter in Richtung Gipfel des Foho Cutulau. Nach Süden fällt das Land herab zum Lauf des Gleno, eines Nebenflusses des Lóis. In Ergoa befinden sich der lokale Markt von Leorema und ein Friedhof.